# Karl Heinrich Rau
Karl Heinrich Rau (23 novembre 1792 – 18 mars 1870) est un économiste allemand.

## Biographie

### Ses débuts
Rau est né à Erlangen, en Bavière. Il est étudiant de 1808 à 1812 à l'Université d'Erlangen, où il reste ensuite en tant que Privatdozent. En 1814, il obtient le prix offert par l'académie de Göttingen pour la meilleure façon d'éliminer les inconvénients résultant de la suppression des corporations de métiers. Son mémoire, considérablement augmenté, est publié en 1816 sous le titre Über das Zunftwesen und die Folgen seiner Aufhebung. La même année paraît sa Primae lineae historiae politices.

### Enseignement et recherche
En 1818, il devient professeur à Erlangen. En 1822, il est nommé titulaire de la chaire d'économie politique de l'université de Heidelberg. Il y passe le reste de sa vie professionnelle, consacrée principalement à l'enseignement et à la recherche. Il prend aussi part aux affaires publiques : en 1837, il est nommé membre de la première chambre du duché de Bade et il est en 1851 un des commissaires envoyés en Angleterre par le Zollverein pour étudier l'Exposition universelle. Il en tire notamment un rapport sur le matériel agricole exposé à Londres ( Die landwirthschaftlichen Geräthe der Londoner Ausstellung, 1853). Il est élu membre correspondant de l'Institut en 1856. Il est mort à Heidelberg le 18 mars 1870.

## Sa grande œuvre
Son ouvrage principal est le Lehrbuch der politischen Ökonomie (1826-1837), une encyclopédie des connaissances économiques de son temps, écrite pour servir de manuel aux praticiens. Ses trois volumes sont respectivement consacrés à (1) l'économie politique proprement dite ou théorie de la richesse, (2) la science administrative ( Volkswirthschaftspolitik ) et (3) la finance. Il reconnaît que ces deux derniers  domaines peuvent varier selon les circonstances particulières aux différents pays tandis que le premier s'apparente davantage aux sciences exactes et est, à bien des égards, susceptible d'être traité (ou du moins illustré) mathématiquement. Sur l'économie, il adopte en général les points de vue d'Adam Smith et de Jean-Baptiste Say mais il est plus interventionniste qu'eux.
La division en trois parties de ce livre montre sa proximité avec les auteurs caméralistes allemands antérieurs, dont les œuvres lui étaient familières. C'est en partie grâce à sa fidélité à leurs méthodes et à son intérêt pour les applications administratives concrètes que son traité a été particulièrement apprécié par les élites allemandes et a longtemps maintenu son statut de manuel de référence. D'après Roscher, Rau fut, de 1815 à 1848, le professeur d'économie des États allemands de taille moyenne les mieux gouvernés. Le livre a connu de nombreuses éditions. Celle d'Adolf Wagner, en 1870, était une refonte complète.
Au début de sa vie scientifique, Rau avait une forte tendance à adopter un point de vue relatif et une méthode historique en économie, mais il n'a jamais réellement fait partie de l'école historique. Jusqu'à la fin de sa carrière, il occupa une position assez indéterminée par rapport à cette école. Il subordonna l’investigation historique aux nécessités pratiques immédiates et sa politique s’orienta vers une limitation plutôt qu’une extension de la sphère de l’action de l’État.

## Ses autres publications
Il est aussi l'auteur des ouvrages suivants : Ansichten der Volkswirthschaft, 1821 ; Malthus et Say über die Ursachen der jetzigen Handelsstockung, 1821 ; Grundriss der Kameralwissenschaft ou Wirthschaftslehre, 1823 ; Über die Kameralwissenschaft, Entwickelung ihres Wesens und ihrer Theile, 1825 ; À propos de la Landwirthschaft der Rheinpfalz, 1830 ; et Geschichte des Pfluges, 1845.
Rau a fondé en 1834 les Archiv der Politischen Oekonomie und Polizeiwissenschaft, une revue dans laquelle il écrivit un certain nombre d'articles publiés ensuite séparément. Parmi eux, on peut citer ceux sur la dette de Grand-duché de Bade, sur l'adhésion de cet État au Zollverein, sur la crise du Zollverein de l'été 1852, sur les banques américaines, sur la loi anglaise sur les pauvres, sur le système national d'économie politique de List et sur la taille minimale de la propriété paysanne.